# Николетина Бурсаћ (ТВ филм)
„Николетина Бурсаћ” је југословенски ТВ филм из 1958. године. Режирао га је Радивоје Лола Ђукић а сценарио је написан по делу Бранка Ћопића.

## Улоге
| Глумац                     | Улога             |
| -------------------------- | ----------------- |
| Раде Марковић              | Николетина Бурсаћ |
| Властимир Ђуза Стојиљковић | Јовица Јеж        |